# Zhou Xiuhua
Zhang Yali (chiń. 張 亞黎 ur. 8 grudnia 1966) – chińska wioślarka. Brązowa medalistka olimpijska z Seulu.
Zawody w 1988 były jej jedynymi igrzyskami olimpijskimi. Wywalczyła brąz w ósemce. W czwórce ze sternikiem triumfowała na igrzyskach azjatyckich w 1986.